# Кріс Кельмі
Кріс Кельмі (справжнє ім'я Анатолій Арійович Кельмі; нар. 21 квітня 1955, Москва — пом. 1 січня 2019, Наро-Фомінський район, Московська область) — радянський і російський співак, клавішник, композитор.
Учасник гуртів «Високосное лето», «Автограф», «Рок-Ателье». Найбільш відомі його пісні: «Замыкая круг [Архівовано 18 січня 2020 у Wayback Machine.]», «Верю я [Архівовано 2 січня 2020 у Wayback Machine.]», «Усталое такси», «Ночное рандеву» та багато інших.

## Біографія
Анатолій Арійович Кельмі народився 21 квітня 1955 року в родині метробудівців, які познайомилися в Москві. Батько приїхав з Коканду, а мати з Маньчжурії. Він народився у наметі, де жило тридцять чоловік. Потім батько працював у Гідроспецбуді, займався будівництвом підземних тунелів, був заступником керуючого трестом.

### Ім'я та прізвище
Перша поширена в ЗМІ версія свідчить, що прізвище Кельмі — це псевдонім, а справжнє прізвище музиканта Калінкін. Кельмі спростував, заявивши, що міф про Калінкіна в 1990-х роках придумав Олександр Градський. Друга поширена версія свідчить, що у Кельмі естонські коріння. Кельмі спростував і це, пояснивши, що, як йому здається, у нього швидше за все литовські корені з боку батька (своє припущення він пояснив тим, що в Литві є місто Кельме, яке співзвучне його прізвищу.
У 1972 році він взяв псевдонім Кріс на честь героя «Соляріса» Кріса Кельвіна, бо вважав, що для рок-музиканта ім'я Толя Кельмі звучить немилозвучно.

### Освіта
Анатолій Кельмі почав грати на фортепіано та гітарі в 1959 році у 4-річному віці. У п'ять років він займався з репетитором по музиці, а у вісім років вступив до музичної школу імені Дунаєвського.
Батько привів його спочатку до футбольної школи, а потім до тенісної. А.Кельмі — кандидат у майстри спорту з тенісу, входив до складу юнацької збірної, тренувався у Шаміля Тарпіщева, був у трійці кращих тенісистів Москви.
В 1969 році закінчив музичну школу імені Ісаака Дунаєвського по класу фортепіано.
Навчався в Московському інституті інженерів транспорту на одному курсі з Володимиром Кузьміним та Володимиром Слуцкером.
У 1977 році Кельмі закінчив Московський інститут інженерів транспорту. Навчався там же в аспірантурі з 1977 по 1980 роки. Кельмі брав участь у будівництві тунелю в Краснодарському краї.
У 1983 році вступив до Музичного училища імені Гнесіних (естрадний факультет, педагог — Ігор Бриль), де навчався разом з Володимиром Кузьміним. По закінченню отримав диплом піаніста.

### Музика
У 1970 році Анатолій Кельмі захопився рок-н-ролом і заснував аматорську групу «Садко», тоді йому було лише 15 років, яка була дублюючим складом популярної московської рок-групи «Рубіни».
У 1972 році вступив до МІІТ за бажанням свого батька. Цей виш був центром рок-н-рольного руху, як і МАРХІ.
Влітку 1972 року з гітаристом Олександром Ситковецьким створює групу «Високосное літо». Вони виконували пісні The Beatles і The Rolling Stones. Кельмі грав на бас-гітарі та співав. З приходом у групу бас-гітариста Олександра Кутікова Кельмі стає клавішником.
У складі: Олександр Кутіков (вокал, бас), Валерій Єфремов (ударні), Олександр Ситковецький (гітара, вокал), Кріс Кельмі (вокал, орган), — група «Високосное лето» виступила в Ризі (Рок-фестиваль на Співочому Полі, 1977 рік).
У 1979 році Кельмі разом з Олександром Ситковецьким створив групу «Автограф».
У 1979—1980 році в складі «Автографа» бере участь у фестивалі «Весняні ритми / Тбілісі — 1980», займає 2 місце після групи «Машини Часу».
У тому ж 1980 році з ініціативи Марка Захарова (Театр Ленінського комсомолу) набирає музикантів і створює групу «Рок-Ательє». У складі «Рок-ательє» в різний час працюють музиканти — Павло Сміян і Олександр Сміян, Борис Оппенгейм, басист Валентин Льозов, Вадим Усланов.
У складі цієї групи з 1980 по 1987 рік працював в театрі «Ленком», беручи участь в постановці нових вистав, у тому числі рок-опери «Юнона і Авось», робить нову редакцію вистави «Зірка і Смерть Хоакіна Мур'єти».
У 1987 році Кельмі працює у філармонії міста Йошкар-Ола.
З 1987 року — в театрі пісні Алли Пугачової, де бере участь у постановці перших «Різдвяних зустрічей» і разом з «Рок-Ательє» виступає з концертами по країні і за кордоном на фестивалі Lesien Rock Festival.
У 1987 році до складу «Рок-Ательє» вливається співачка Ольга Кормухіна.
На фірмі «Мелодія» виходить платівка-міньйон «Ольга Кормухіна і „Рок-Ательє“ Кріса Кельмі» з піснями «Втомлене таксі», «Я не твоя», «Час настав».
У 1987 році Кріс Кельмі зібрав 27 музикантів і одного журналіста, ведучого «Звукової доріжки» газети «Московський комсомолець» Євгена Федорова, для запису спільної пісні «Замикаючи коло» («Замыкая круг»; історія викладена в книзі «Машини часу»). Серед музикантів: Андрій Макаревич, Олександр Градський, Олександр Монін, Анатолій Альошин, Костянтин Нікольський, Павло Сміян, Марина Капуро, Валерій Сюткін, Жанна Агузарова, Олександр Кутіков, Віталій Дубінін, Олександр Іванов, Ованес Мелік-Пашаєв, Дмитро Варшавський, Артур Беркут та інші.
Подібний досвід повторюється в 1990 році з піснею «Вірю я» і в 1994 році з піснею «Росія Воскрес!» на вірші Андрія Вознесенського учасниками якої стали Ольга Кормухіна, Олексій Глизін, Лариса Доліна, Ігор Демарін та Ірина Шведова.
У 1988 році співачка Ольга Кормухіна покидає «Рок-Ательє» Кріса Кельмі.
У 2007 році Кріс Кельмі зібрав деяких з виконавців кліпу 1987 року і записав нову редакцію, до 20-річчя події, в ефірі програми НТВ «Головний герой».

### Соло

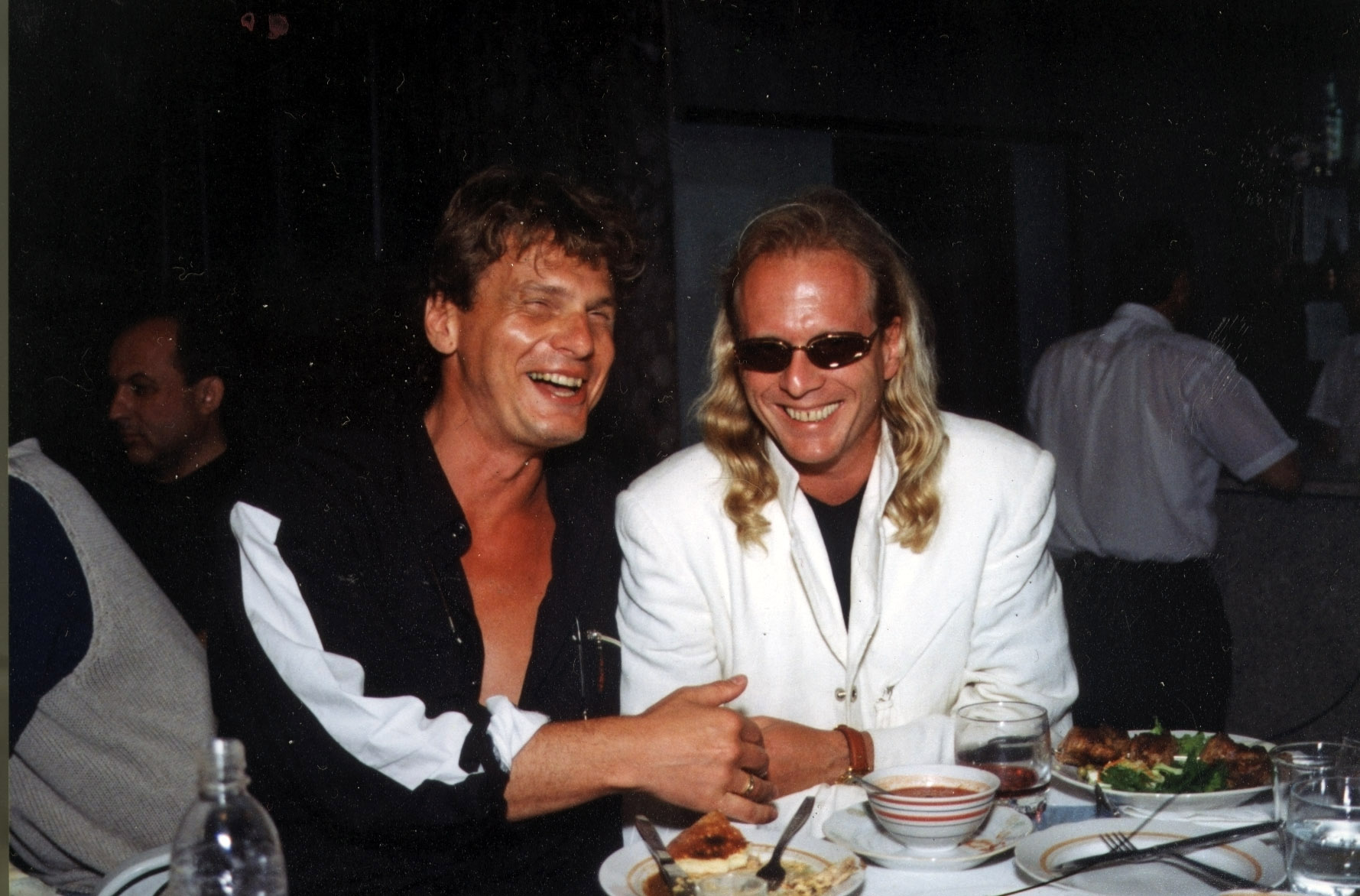
Євген Додолєв та Кріс Кельмі

З 1988 року «Рок-Ательє» працює самостійно. В цьому році була написана і виконана пісня «Нічне рандеву», яка пізніше надихнула поета Олександра Вулих на видання однойменної газети.
Влітку 1990 року за ініціативою журналіста Євгена Додолєва MTV запрошує музиканта до Атланти (США) для запису сету. Виконавець замовлення — компанія Creative Video Джимма Рокко (англ. Jim Rocco).
У 1993 році MTV зняла кліп на пісню «Старий вовк», який мав успіх на східному узбережжі США.
З 1990 року — сольна кар'єра Кріса Кельмі.
За словами Кріса Кельмі в інтерв'ю 2015 року: він живе в заміському будинку, тримає вдома 17 кішок, обладнав у будинку студію звукозапису, вигадує нову музику, сподівається повернутися до шоу-бізнеса. Він записав гімн для Кубка Кремля з тенісу і пісню для чемпіонату світу з футболу. Також отримує авторські гонорари, дає концерти в містах Росії і Німеччини, виступає на тенісних турнірах.

### Проблеми з алкоголем і здоров'ям
- 26 березня 2012 року вийшов на свободу після п'яти днів арешту за водіння автомобіля в нетверезому вигляді. 16 березня 2012 він був зупинений співробітниками ГІБДД на Зубовському бульварі в Москві, але відмовився пройти перевірку на алкотестері. Тому був визнаний винним по части 2 статті 12.26 КоАП — «відмова від проходження медичного огляду»[11].
- 18 липня 2014 року Кріс Кельмі був підданий адміністративному арешту на 22 дні за те, що, будучи позбавлений права керування транспортним засобом, відмовився від проходження медичного огляду на стан сп'яніння (стаття 12.26 КоАП РФ). Раніше повідомлялося, що 11 липня 2014 року, причому вже не в перший раз, Кріс Кельмі спровокував аварію в центрі Москви. Він ледь не зіткнувся з мотоциклістом, після чого врізався в бордюр. Від медичного огляду співак відмовився, хоча були підозри, що співак був нетверезий. Раніше Кріс Кельмі вже піддавався адміністративної відповідальності за порушення правил дорожнього руху, зокрема, за їзду без водійських прав в нетверезому стані, а також за перевищення швидкості. У 2011 році за керування автомобілем у нетверезому вигляді Кріса Кельмі позбавляли водійських на 18 місяців, а навесні 2012 року його затримували за аналогічне правопорушення. Тоді співака заарештували на 5 суток[1].
- 25 жовтня 2015 року на території спорткомплексу «Олімпійський» Кельмі за кермом іномарки хотів покинути спорткомплекс. Охоронець зробив зауваження водієві, бо той рухався по пішохідній зоні. Після словесної перепалки музикант наїхав на охоронця. Чоловік відбувся невеликим забоєм і забрудненим одягом. Після цього Кельмі затримали правоохоронці. Він відмовився від медичного огляду, був складений протокол[12].
- 27 жовтня 2015 року знову порушив правила дорожнього руху і відмовився від медичного огляду[13].
- У грудні 2015 року зізнався у радіоінтерв'ю, що йому поставлено діагноз «епілепсія» і що він впав з 7 поверху і при цьому залишився живий (цим пояснюється глибокий шрам на лобі).
- «Ти не повіриш» — сюжет, присвячений проблемі з алкоголем у співака Кріса Кельмі[14].
- Прийшов на телепередачу «Нехай говорять» в стані алкогольного сп'яніння на ювілей Сергія Челобанова, намагався подарувати йому свої зубні протези[15].
- 2015 рік — прийшов на телепередачу «Прямий ефір» у стані алкогольного сп'яніння[16].

Помер 1 січня 2019 року.

## Родина
- Батько — Арій Михайлович Кельмі (нар. 20 березня 1920 — ?) — працював метробудівцем, потім працював у Гідроспецбуді, займався будівництвом підземних тунелів, був заступником керуючого трестом[18][19]— гідробудівельник[20].
- Мати (померла).
  - Старший брат — Валентин Арійович Кельмі (нар. 11 жовтня 1945 — пенсіонер, працював у Гідроспецбуді[21], а його дружина — також Людмила Василівна (нар. 11 жовтня 1947) — режисер, керівник дитячих театральних студій ЦДА ім. А. А. Яблочкиної і ГОУ ЦДТ «Строгіно»[22].
    - Племінниця — Ірина Валентинівна Кельмі (нар. 2 березня 1972 року)
    - Племінниця — Ольга Валентинівна Кельмі (нар. 19 квітня 1976)
    - Племінник — Дмитро Валентинович Кельмі (нар. 9 березня 1977)

  - Єдиноутробний молодший брат — Євген Арійович Суслін (нар. 24 квітня 1963)[23] — працював будівельником тунелів, на прохання родичів Кріс Кельмі взяв його гітаристом до свого гурту. Протягом багатьох років він працював адміністратором музиканта.

## Особисте життя
- Дружина — Людмила Василівна Кельмі (нар. 29 травня 1963) — за освітою економіст, після весілля була домогосподаркою, а потім знайшла собі роботу.
  - Син — Крістіан Анатолійович Кельмі (нар. 29 листопада 1988)[24] — навчвався в Інституті інформаційних соціальних технологій (факультет земельно-майнових відносин), закінчив Академію права і управління, грав на фортепіано, гітарі, ходив на дзюдо, тхеквондо, катався на гірських лижах, ковзанах. Батько купив йому двокімнатну квартиру в центрі Москви, захоплюється дайвінгом.[25][26][27]

## Найбільш відомі пісні
На офіційному сайті є список найбільш відомих пісень:
- «Замыкая круг»
- «Ночное рандеву» (музика: К. Кельмі, слова: Карен Кавалерян) — перший виконавець Вадим Усланов (Рок-Ательє, виконавець пісні «Танцы на воде»[29]), Кріс якийсь час відкривав рот під фонограму Усланова.[30]
- «Усталое такси»[31]
- «Леди Блюз»
- «Эй, парень»
- «Если метель»
- «Слушай ночь»
- «Распахни окно»
- «Ветер декабря»
- «Дом на берегу»
- «Серебряный коктейль»

## Інші пісні
Написав понад 200 музичних творів
- «Дом на берегу» — разом з Ігорем Тальковим[33]
- «Дед Мороз»
- «Старый волк»[34]
- Рок-Ателье — «Не торопись»[35]

## Дискографія
- 1981 — Распахни окно (ВФГ Мелодія, міньйон)
- 1987 — Замыкая круг (ВФГ Мелодія, LP)
- 1988 — О. Кормухина и К. Кельми (ВФГ Мелодія, міньйон)
- 1988 — Мы знаем (ВФГ Мелодія, LP)
- 1990 — Открой свой Сезам (ВФГ Мелодія, LP)
- 1991 — Леди Блюз (ВФГ Мелодія, LP)
- 1992 — Creates Hits К. Кельми (Jeff Records, CD) [Збірник]
- 1993 — Лучшие хиты (Jeff Records, CD) [Збірник]
- 1994 — Ни о чём не жалей (Sintez Records, CD)
- 1996 — Високосное лето (Лучшие песни 1972-79) (Sintez Records, CD)
- 1998 — Ветер декабря (CD)
- 2001 — Имя на песке (CD)
- 2003 — Усталое такси (CD) [Збірник]

## Фільмографія
- 1976 — Шість листів про біт (у складі групи Високосное лето)[36]

Композитор
- 1981 — Пес у чоботях
- 1982 — Парадокси в стилі рок

## Телебачення
- 1990 — Програма А. Ажіотаж: «Кріс Кельмі і Вадим Усланов»[37]
- 1990 — «З ранку раніше»[38]
- 1995 — «Вгадай мелодію»[39]
- 1999 — «Вгадай мелодію»[40]
- 2002 — Брав участь у реаліті-шоу «Останній герой-3»: «Залишитися в живих».
- 2003 — передача «Здоров'я» з Оленою Малишевої[41]
- 2006 — «По хвилі моєї пам'яті: Кріс Кельмі»[42]
- 2013 — «На дачу!» — Телеканал 360° Підмосков'ї[43]
- [коли?] — «Ти не повіриш»
- [коли?] — «Нехай говорять» (ювілей Сергія Челобанова)
- [коли?] — «Доброго здоровьица!»[44]
- 2015 — «Прямий ефір»

## Деякі факти
- У титрах знаменитого радянського мультфільму «Пес у чоботях» зазначено, що музику до даної роботи склав ансамбль «Рок-Ательє» під упправлінням Кріса Кельмі. Однак у декількох інтерв'ю один із засновників ансамблю Борис Оппенгейм оприлюднив той факт, що Кріс Кельмі зареєстрував у Російському авторському товаристві всі пісні та музику для цього мультфільму виключно на себе одного.[45][46] За твердженням Оппенгейма в написанні музики брали участь всі музиканти колективу: «Як з'ясувалося, всю музику до мультфільму „Пес у чоботях“ Кріс Кельмі оформив на себе. Ми всі писали музику, а Кріс Кельмі взяв й оформив на себе  авторське право. Ну, Бог йому суддя…». Однак Оппенгейм написав музику для головних композицій мультфільму — «Пісня кажанів» і знаменитий блюз пса-гасконця «О, нарешті, настав той час…», яку виконав Микола Караченцов.[47]
- Захоплюється спортом — футболом (зоряна команда «Старко») і тенісом.
- Музика Кріса Кельмі звучить у 6-му та 7-му випусках «Ритмічної гімнастики» (ЦТ СРСР, 1986—1987 роки). Причому, по заівершенню 6-го випуску звучить композиція «Замикаючи коло», яка тоді ще не мала тексту. А у 7-му випуску в основній частині комплексу звучить пісня «Не поспішай», варіант якої записаний спеціально для ритміки і який відрізняється від «вінільной версії».
- У 1986 році в журналі «Ровесник» вийшла стаття Кріса Кельмі «Хвалитися тут нічим», в якій музикант критично описує популярний тоді стиль хеві-метал («групи нічим не відрізняються один від одного», «немає думки», «зміст текстів — нісенітниця» тощо).